# Sydney Tower
Sydney Tower (även kallat Sydney Tower Eye, Westfield Centrepoint Tower, Centrepoint Tower eller Centrepoint) är ett torn, som är den högsta strukturen i Sydney, New South Wales, Australien och det näst högsta observationstornet på södra halvklotet. Det har också varit känt som AMP Tower och i vardagsspråk som Flower Tower, Glower Tower och Big Poke. Det är 309 m högt och uppfördes mellan 1970 och 1981. Tornet är öppet för allmänheten och i tornet så finns det bland annat en roterande restaurang, restauranger och kaféer. Sydney Tower är medlem i World Federation of Great Towers.

## Historik
Utformade av den australiensiske arkitekten Donald Crone, lades de första planerna för Sydney Tower fram i mars 1968. Byggandet av kontorsbyggnaden startade 1970 och tornbygget påbörjades 1975. Innan tornet byggdes hade höjdgränsen i Sydney satts på 279 m, för att möjliggöra trafiken med hamnens flygbåtar som var populära före jet-åldern. Det byggdes av AMPERE, med Betongkonstruktioner som huvudentreprenör.
Allmänhetens tillgång till tornet började i september 1981. Den totala kostnaden för byggnationen var 36 miljoner AUD. År 1998 utökades tornets totala höjd med tillägg av en åskledare på toppen av tornet från 305 meter till 309 m, vilket är 327 m över havet.
Medan AMP skötte shoppingcentret Centrepoint, kallades tornet officiellt AMP-tornet. Efter att Westfield-koncernen tog över ägandet av Centrepoint i december 2001 ändrades namnet till Sydney Tower.
År 2009 stängdes basbyggnaden för en större renovering. Detta innebar anslutning av köpcentret till andra saluhallar och en fullständig uppgradering av alla platser. Köpcentret öppnades successivt igen från 2010 och döptes om till Westfield Sydney. I juni 2011 togs AMP-skylten bort från tornet och ersattes av en stor upplyst Westfield-logotyp.
År 2011 förvärvade Merlin Entertainment rättigheterna att driva observationsdäcket och döpte om attraktionen till Sydney Tower Eye.

## Struktur

### Avsnitt
Fyra delar av tornet är öppna för allmänheten, tre är upptagna för Sydney Tower Dining. 360 Bar and Dining, som erbjuder roterande utsikt över Sydneys skyline, ligger på plan ett av Sydney Tower. Sydney Tower Buffet, en modern självvalrestaurang, ligger på tornets andra våning. Studion, belägen på plan tre, kan tillgodose cocktailtillställningar för 200 personer och 156 sittande gäster.
Observationsdäcket, som för närvarande kallas Sydney Tower Eye, ligger på plan fyra av Sydney Tower. För att komma till denna nivå kan besökare köpa ett pass från driftbolaget eller vid grinden. Passet ger tillgång till andra attraktioner i Sydney, somWild Life Sydney och Sydney akvarium. Sydney Tower Eye ligger 250 m över marknivån. Den har en helt sluten utsiktsplattform med 360-graders utsikt över staden och omgivande områden. Denna våning rymmer också en liten presentbutik, flerspråkiga pekskärmar  och en avläsning som visar data om vindhastighet, riktning, svajningsamplitud och annan statistik för tornet. Den 23 september 2011 öppnades en 4D-biograf på fjärde våningen i arkadhallen, och visade ett program med filmer från olika platser i Sydney. Teatern är den första i sitt slag i Australien där bioeffekter inkluderar vind, bubblor och eld.
Skywalk är en utomhusplattform med glasgolv som omger Sydney Tower Eye på en höjd av 268 m över marknivån. Utsiktsplattformen sträcker sig ut över kanten av däckets huvudstruktur. Det öppnades den 18 oktober 2005, kostade 3,75 miljoner AUD att bygga, tog fyra år att designa och två månader att bygga. Denna plattform är endast tillgänglig som en del av planerade och bokade besök.

### Detaljer
Det gyllene tornet nära toppen av tornet har en maximal kapacitet på 960 personer. Förflyttningen till observationsdäcket sker med tre höghastighetshissar med dubbeldäck, var och en med en kapacitet på 8 till 10 personer. Liftarna körs med full, halv eller kvartsfart, beroende på vindförhållanden. I full fart når hissarna däcket på 45 sekunder.

## Galleri

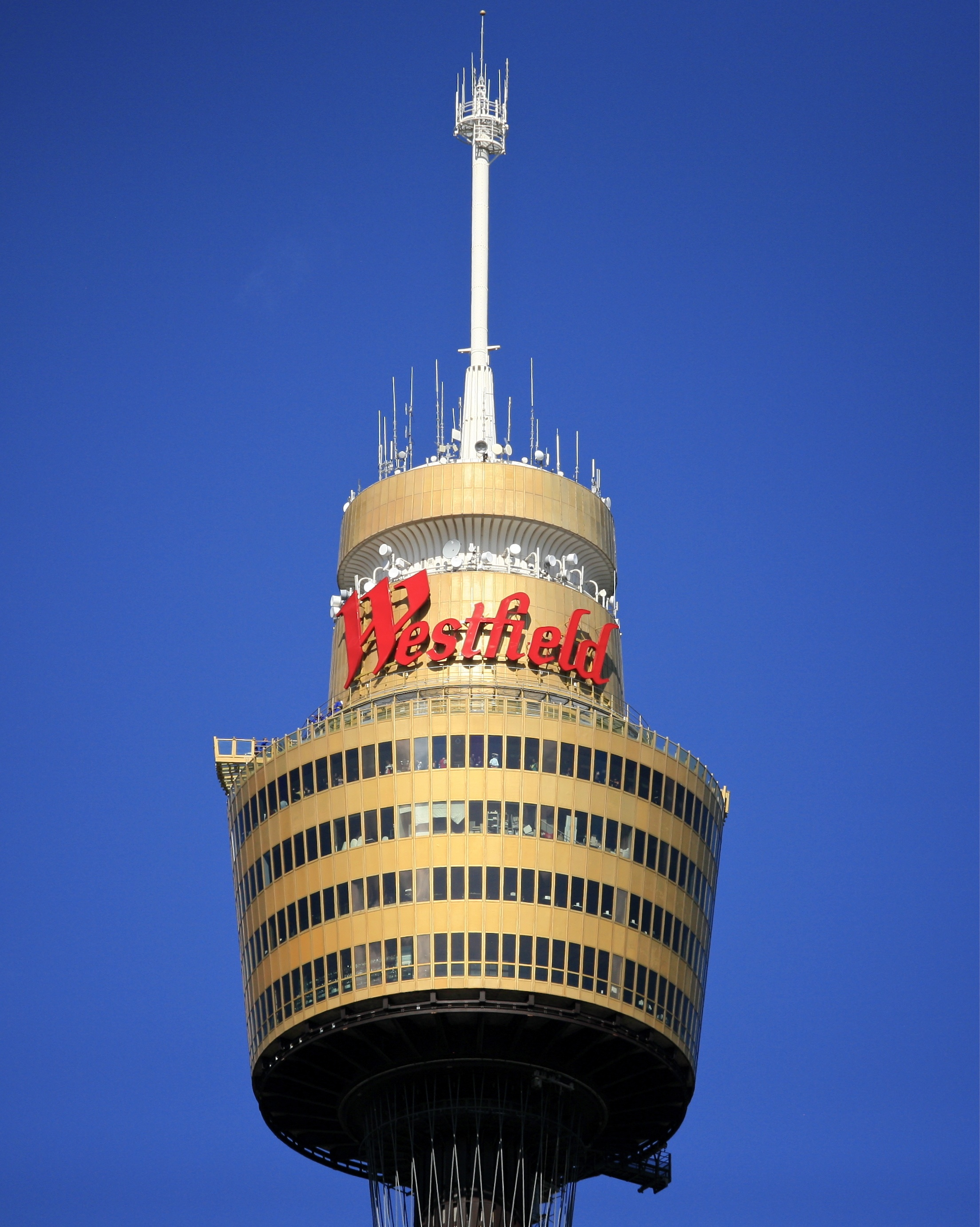
The turret of the tower, med nuvarande Westfield-märke
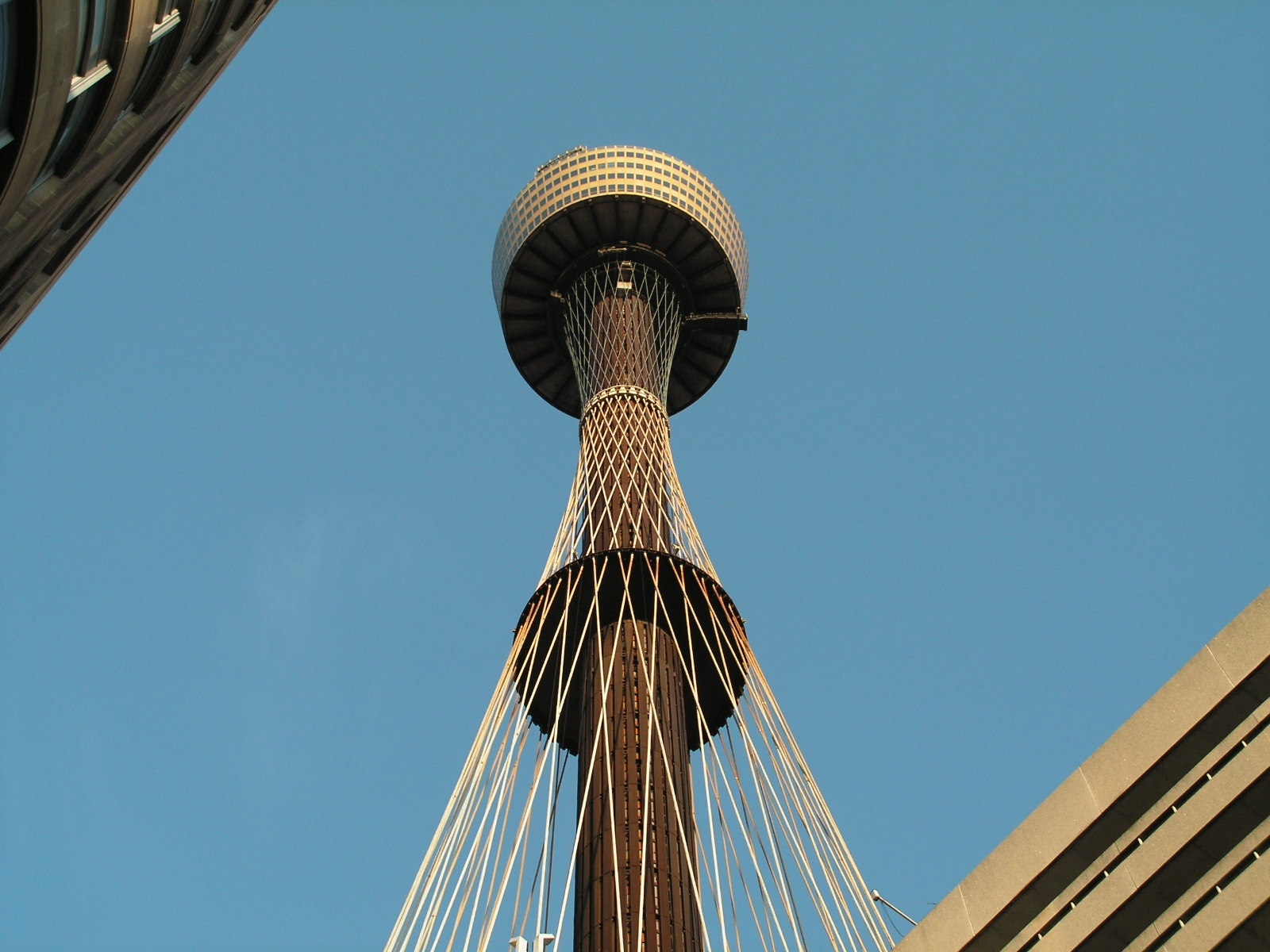
Utvändiga stag på tornet
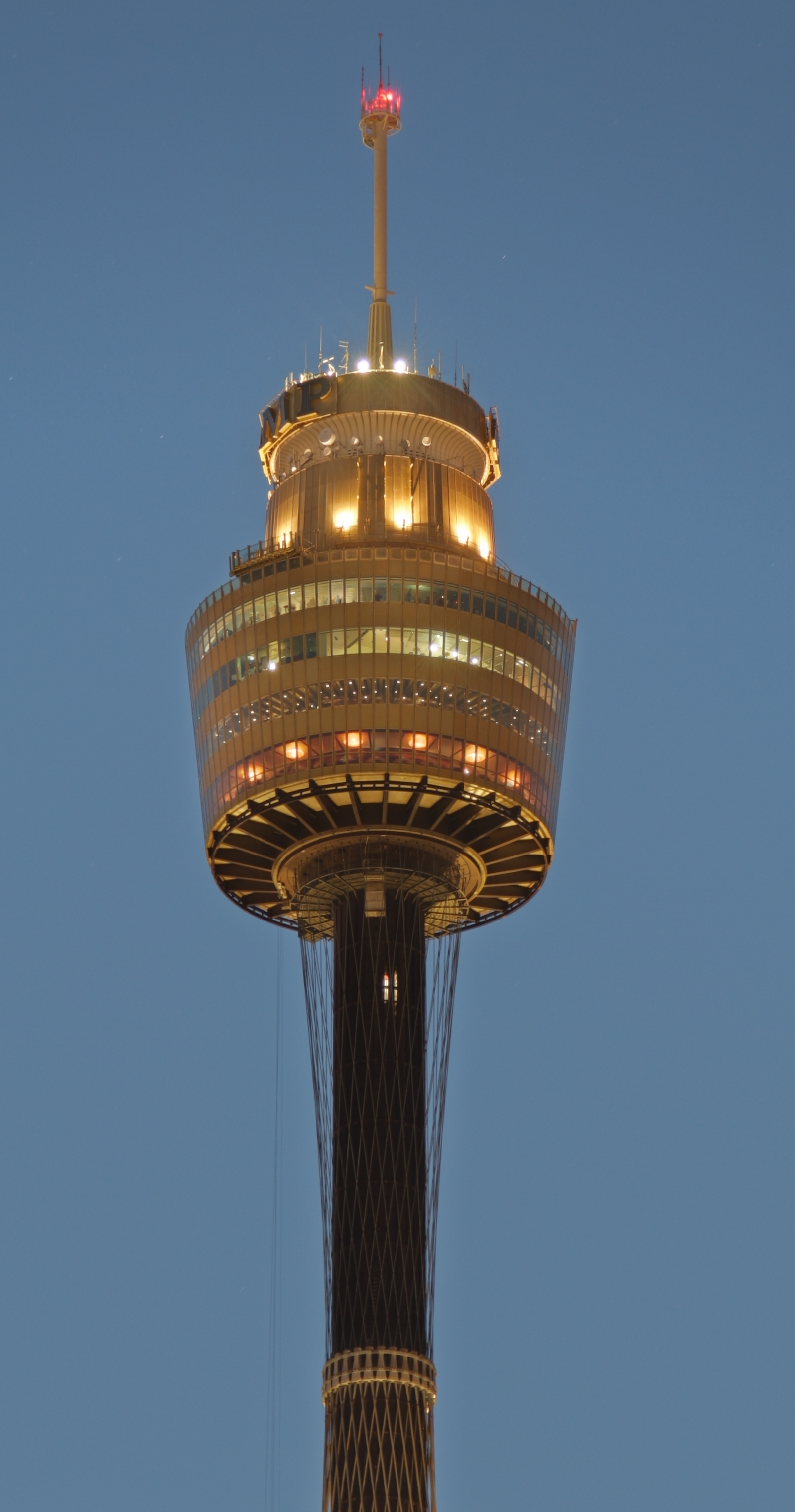
Tornet i solnedgång
The Sydney Tower sett från Market Street, 1985
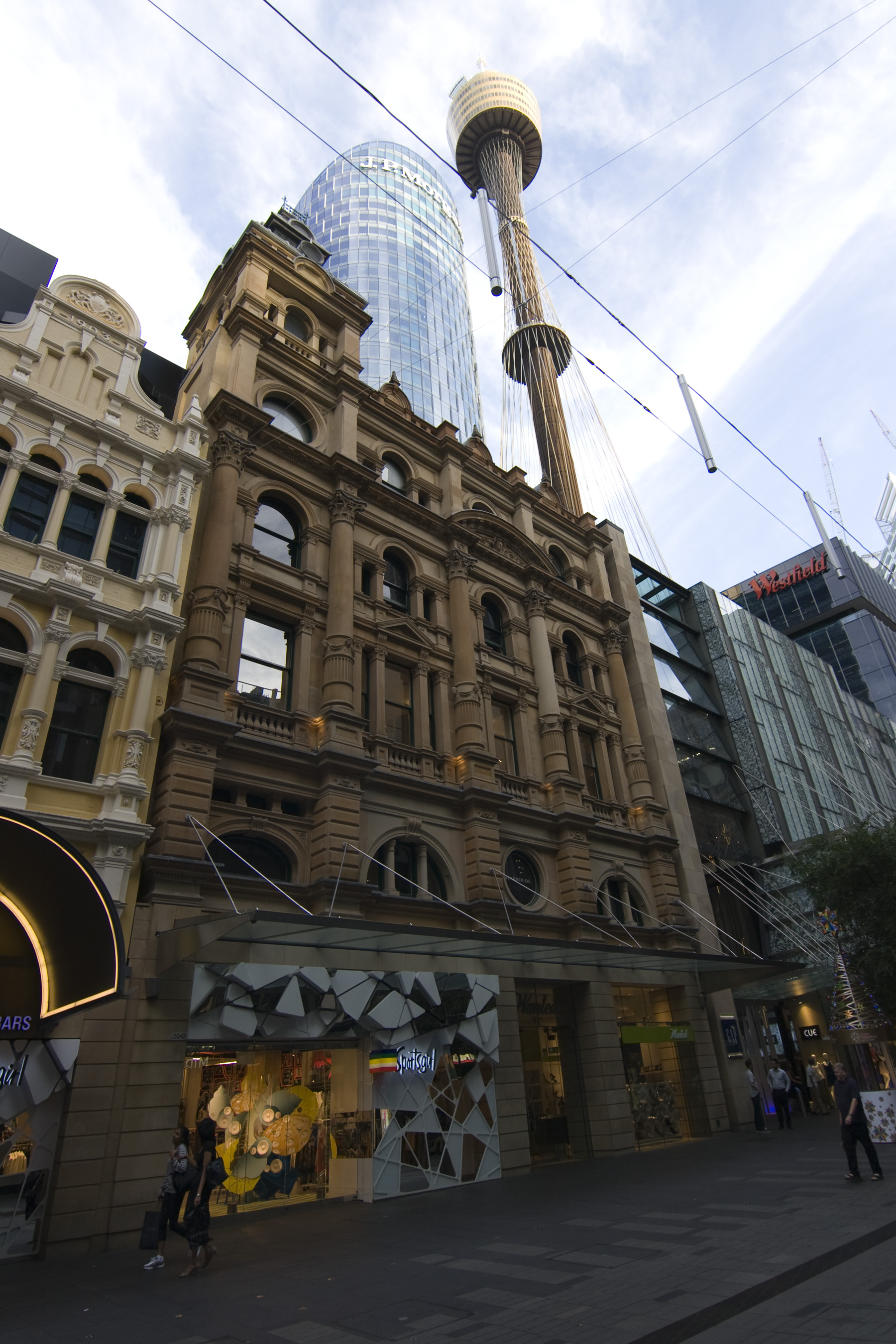
Sydney Tower från Pitt Street
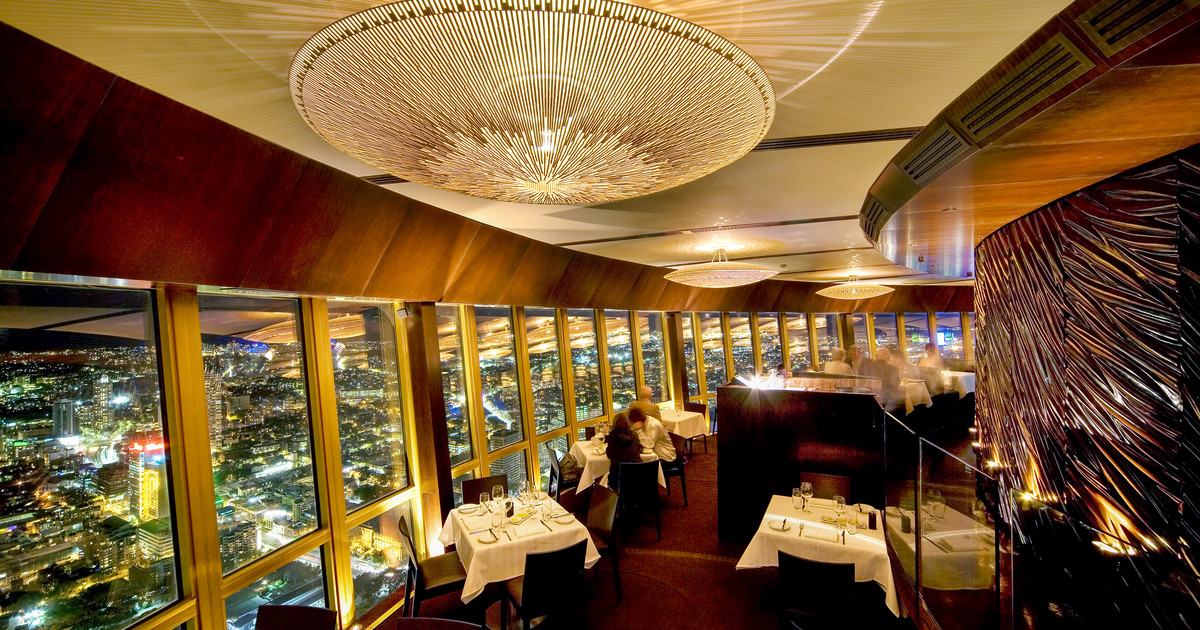
Roterande restaurang